# Ivan Derjugin
Ivan Konstantinovič Derjugin (in russo Иван Константинович Дерюгин?, in ucraino Іван Костянтинович Дерюгін?, Ivan Kostjantynovyč Derjuhin; Zmiïv, 25 novembre 1928 – Kiev, 10 gennaio 1996) è stato un pentatleta sovietico.

## Palmarès
In carriera ha conseguito i seguenti risultati:
- Giochi olimpici:

Melbourne 1956: oro nel pentathlon moderno a squadre.
- Mondiali:

Mosca 1961: oro nel pentathlon moderno a squadre ed argento individuale.